# ゲオルク・フリードリヒ・プフタ
ゲオルク・フリードリヒ・プフタ（Georg Friedrich Puchta、1798年8月31日 - 1846年1月8日）は、ドイツの法学者。

## 経歴
ニュルンベルクにほど近いカードルツブルクで生まれる。父親は実務に通じた裁判官であるだけでなく、多くの著作を残した学求肌の人物であった。1877年にニュルンベルクのギムナジウムでゲオルク・ヴィルヘルム・フリードリヒ・ヘーゲルから哲学の講義を受け、1820年に「歩道役権、家畜通路役権および車通行役権に関する論文」で学位・教授資格を取得する。それ以後、イェーナ大学、ベルリン大学、ゲッティンゲン大学、ボン大学、ハイデルベルク大学で教鞭をとり、1823年にエアランゲン大学教授、1828年にミュンヘン大学正教授、1835年にマールブルク大学教授、1837年にライプツィヒ大学教授、1842年にベルリン大学教授をそれぞれ務めた。1846年、ベルリンにて48歳で死去。

## 学説
19世紀にドイツに発生した歴史主義に基づく歴史法学のロマニステンに属する。パンデクテン法学の創始者とも言われる。フリードリヒ・カール・フォン・サヴィニーの体系を受け継ぎ、「歴史法学派の第二の頭領」と呼ばれつつも、民族精神を離れてローマ法の不普遍性を強調し、実証主義から、その論理性を突き詰めた彼の法学は、ルドルフ・フォン・イェーリングから「概念法学」(Begriffsjurisprudenz) と呼ばれて、批判された。

## 著書
- 『慣習法』(Das Gewohnheitsrecht)
- 『パンデクテン教科書』(Lehrbuch der Pandekten)
- 『古い法体系と新しい法体系に関する考察』(Betrachtungen uber alte und neue Rechtssysteme)